# David Monies
David Monies, född den 3 juni 1812 i Köpenhamn, död den 29 april 1894 på Frederiksberg, var en dansk målare.
Monies utbildade sig vid konstakademien, där han blev medlem 1848 och 1859 fick professors titel. Han var, när han stod på sin höjdpunkt, en god karaktärsskildrare och även en god målare. Hans mest populära målningar var Soldaternas hemkomst från kriget 1849 (Frederiksborgs slott) och Kaffesällskap i det gröna (konstmuseet i Köpenhamn). Förträffligt är porträttet av 
skådespelaren Ferdinand Lindgreen (kungliga teatern i Köpenhamn). 

## Utmärkelser
- Professors namn,  1859[5]
- Riddare av Dannebrogorden,  1874[5]
- Dannebrogsmännens hederstecken,  1892[5]

[Redigera Wikidata]